# Конь бледный (повесть)
«Конь бледный» — повесть с автобиографическими мотивами, написанная российским революционером и террористом Борисом Савинковым (под литературным псевдонимом В. Ропшин). 
Опубликована в 1909 году; второе издание было осуществлено М. А. Тумановым в Ницце в 1913 году. Будучи изданной, повесть стала предметом жесткой критики в партийной среде, так как террористы, в особенности главный герой, в повести были представлены автором не в лучшем свете.
«Конь бледный» повествует о деятельности группы террористов, которые готовят покушения на видных государственных деятелей, и кроме этого содержит множество философских рассуждений о религии, этике, психологии и так далее. Повествование ведется от первого лица в форме дневника главного героя.
Название повести взято из книги «Апокалипсис»: 

И когда Он снял четвертую печать, я слышал голос четвертого животного, говорящий: иди и смотри. И я взглянул, и вот, конь бледный, и на нем всадник, которому имя «смерть»; и ад следовал за ним; и дана ему власть над четвертою частью земли — умерщвлять мечом и голодом, и мором и зверями земными.
— Откр. 6:7-8

## Персонажи
- Жорж — главный герой, рассказчик. Лидер группы революционеров-террористов.
- Эрна — техник (изготовитель снарядов), любовница Жоржа и объект любовного интереса Генриха.
- Генрих — бывший студент, убежденный социалист. Раньше носил пенсне и длинные волосы, ораторствовал на сходках. Пришел в террор из убежденности в необходимости этого метода.
- Ваня — мистически настроенный молодой человек, бывший ссыльный. По собственным словам, уверовал в Христа, когда попал в трясину и оказался на краю гибели.
- Фёдор — кузнец, бывший рабочий с Пресни. Участник декабрьского восстания в Москве. Его жена была убита казаками при подавлении беспорядков.

## Продолжение и экранизации
В 1923 году Савинков написал вторую повесть под названием «Конь вороной», продолжающую мотивы первой. Обе повести часто издаются вместе.
В 1991 году повесть экранизирована режиссёром Василием Паниным под названием «Исчадье ада». В главной роли Георгий Тараторкин.
В 2004 году режиссёром Кареном Шахназаровым был снят фильм «Всадник по имени Смерть» по мотивам повести «Конь бледный», а также мемуаров Савинкова «Воспоминания террориста».